# Istòria de Joan-l'an-pres
Istòria de Joan-l'an-pres (segons la grafia clàssica) és una novel·la picaresca i un conte filosòfic occità del segle xviii escrita per l'autor llenguadocià Joan Baptista Fabre. N'existeixen dues versions, una del 1756 i després una altra del 1763.
És un gran clàssic de la literatura occitana, ja que ha estat editada diverses vegades des del segle xix i és una de les obres occitanes modernes més estudiades. Un dels seus majors estudiosos ha estat el crític i universitari occità Felip Gardy; l'historiador francès Emmanuel Le Roy Ladurie, per la seva part, va publicar un llarg estudi sociològic basat en aquesta obra (acompanyat d'una edició de Gardy), que després va ser traduït a l'anglès.
Des d'un punt de vista iconogràfic, Istòria de Joan-l'an-pres ha estat il·lustrada per l'artista llenguadocià Édouard-Antoine Marsal durant el segle xix i, a la fi del segle XX ha inspirat una historieta.

## Marc narratiu
La novel·la s'obre una mica a la manera de Jacques li fataliste (encara que calgui subratllar el fet que Joan sigui anterior a l'obra de Denis Diderot), amb una veu narrativa occitana omniscient que transmet les paraules del protagonista epònim, que explica la seva història mentre camina al costat d'un baró:
Un senhor de la Vaunatge, en se retirant un jorn a son castèl, ausiguèt a dos-cents passes davant el, un òme que s'escanava en cantant, e en repetant a tot moment, "la bòna aventura, ò gué! la bòna aventura. […]
('un gentilhome de la Vaunatge, mentre marxava cap al seu castell, va sentir a dos-cents passos endavant, un home que es trencava la veu cantant, i repetint a cada estona: "en hora bona! en hora bona!" […]'.)
__ L'ami, i diguèt en l'acostant, le refrain que vous chantez ne cadre guère avec l'équipage où je vous vois. Me ferez-vous le plaisir de me dire le mot de l'énigme?"(«Amic meu, li va dir dirigint-se a ell, el respòs que canteu no entona massa amb l'estat en el qual us veig. Tindria vostè l'amabilitat d'explicar-me aquest enigma?»)
A partir d'aquest moment, és la veu de Joan, transmesa per la veu narrativa, la que prossegueix la narració en l'estil directe, mentre els dos personatges, el baró a cavall i Joan avancen pel camí. El discurs de Joan és ple d'humor i d'ironia:
—Vós dirai, monsur, que soi nascut a Solòrgues, non pas d'1 grand, grand familha, es volètz, més pro passabla per l'endrech. («Li diré, senyor, que vaig néixer a Solòrgue, no en una gran, massa gran família, si voleu, però, amb tot, prou passable per al lloc.')

## Margot i Truqueta
El pare de Joan, Truqueta, s'instal·la a la ciutat de Solòrgues, on sedueix una jove anomenada Margot, que viu amb la seva mare i que passa molt de temps a la botiga de Truqueta per posar sofre als fòsfors que fa la seva mare. Està tan enamorada que, tot i la determinació i insistència dels altres pretendents, surt a la finestra només quan és Truqueta qui passa, sigui xiulant, sigui en esternudar, i fins i tot quan només és un cop de vent.
Acaben per casar-se: Mès, Monsur, Jamai, s'es Vist, ni Veira Dins Solòrgues, una noca despensièra coma seguèt aquela. […] Jujatz, Monsur, se'ls qu'èran Convidats deguèron patir: Dixon que partiguèt a taula doas grandas onades de farinetas, doas Belas merluças cuòchas seus el grilh, una plena Gauda d'granolhas, un cat de mar que pesava nou liura, mièja-dotzena d'agaças, un bon parelh de corpatasses, que viravan a la brotxa Ambé 1 rainard que el caçaire de la boissièra i Avià pas mens vendut de dotze sous sens la pèl, és verai qu'èra 1 Bela piga i un cap morcèl. («Però, senyor, mai es va veure, ni es veurà a Solòrgues un casament tan car com va ser aquest. […] Vegi, Senyor, si els convidats van haver patir la fam […]»)